# کشتی رئال

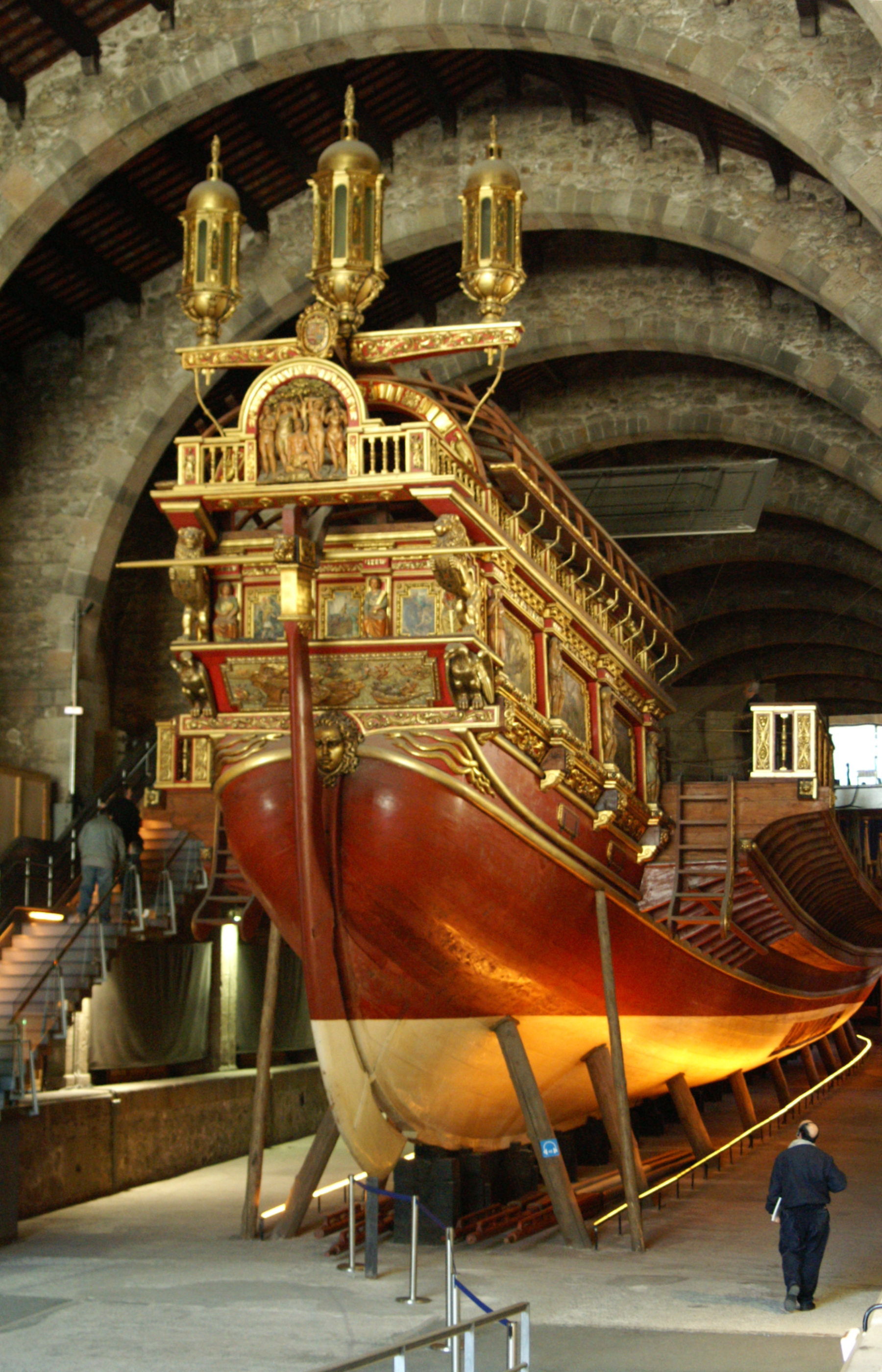
کشتی رئال که در موزه دریانوردی بارسلونا نگهداری می‌شود

رئال کشتی اسپانیایی بود که در جنگ لپانتو، بزرگترین جنگ بین گالی‌ها در طول تاریخ، که در سال ۱۵۷۱ به وقوع پیوست کشتی اصلی جان اتریشی بود.